# الغراب (نجم)
اسمه الاتيني Delta Corvi (دلتا الغراب) هو نجم في كوكبة الغراب . اسمه التقليدي Algorab.
الغراب له قدر ظاهري 3.1 وينتمي إلى الطبقة الطيفية A0. وتبعد حوالي 87 سنة ضوئية من الأرض، في عام 1823, تم اكتشاف بأنه نجم مزدوج عملاق من قبل العالمي الفلك جاميس ساوث وجون هيرشل، منذ أن تم اكتشاف النجمان المزدوجان، المسافة بينهما لم تتغير منذ ذلك الوقت.

## تفاصيل
يملك النجم كتلة أكبر من كتلة الشمس ب 2.7 مرات.

## نجوم عربية أخرى
| الاسم العربي   | الاسم الإنجليزي  |
| -------------- | ---------------- |
| مؤخر يد الحواء | Epsilon Ophiuchi |
| مقدم يد الحواء | Delta Ophiuchi   |
| الكرسي         | Beta Eridani     |
| الذراع الأيمن  | Alpha Cephei     |
| آخر النهر      | Theta Eridani    |
| الفرق          | Cephei           |
| النسر الطائر   | Altair           |
| الغراب         | Delta Corvi      |
| اللسعة         | Upsilon Scorpii  |
| عرجة النهر     | Tau2 Eridani     |